# Iuris Prudentes
Con iuris prudentes si identificano i giuristi che operarono, con la loro interpretazione, a Roma
 fin dall'età arcaica.
Si tratta di una figura che ha subito una continua, graduale e importante evoluzione nel corso della storia romana.
Se in epoca arcaica erano iuris prudentes i pontefici, a cui i cives si rivolgevano per conoscere lo ius, in epoca repubblicana, con l'istituzione del Processo per formulas il ruolo dei giuristi romani, ora anche laici, finì per identificarsi con un'attività consulenziale per i magistrati, utile a trovare la soluzione formulare più adatta al caso in esame nel processo.
Essendo l'ordinamento giuridico romano basato da una caratteristica preponderantemente casistica, l'interpretazione giurisprudenziale finiva per essere una vera e propria attività di creazione del diritto.
Tale attività progressivamente si arrestò quando, con l'instaurarsi del Principato, la fonte unica del diritto non sarà più l'Interpretatio Prudentium, ma l'imperatore.
L'unica forma attraverso cui l'attività dei prudentes non venne per lo meno dimenticata, fu quella degli iura, in cui venne raccolta l'attività interpretativa fino ad allora compiuta.